# Râul Valea Turcilor
Râul Valea Turcilor sau Pârâul Turcilor este un curs de apă, afluent al râului Dâmbovița. 